# Унсизаде, Джалал Абдуррахман оглы
Джалал-эфенди Унсизаде (азерб. Cəlal Əbdürrəhman əfəndi oğlu Ünsizadə; 1854, Шемахы, Шемахинский уезд, Шемахинская губерния, Российская империя — 1933, Анкара, Турция) — поэт, переводчик, публицист, редактор журнала (затем газеты) «Кешкюль» («Сума»).

## Биография
Родился в 1854 году в Шамахе, Российская империя. Отец — Абдуррахман Эфенди Унси, азербайджанский поэт, брат — Саид Унсизаде, редактор газеты «Зия». Джалал в 1876 году переехал в Тифлис, где первые годы он продолжал педагогическую деятельность. В Тифлисе открыл азербайджанскую школу.

### Кешкюль
Джалал Унсизаде задумал начать издавать независимую газету в 1882 году. 1 мая того же года в письме в Главное управление наместника Кавказа он заявил о своем желании издавать журнал под названием «Кешкюль». Из сообщения Кавказского цензурного комитета, направленного в 1883 году в Главное управление по делам печати Российской империи, становится ясно, что разрешение на издание журнала было дано 20 октября 1882 года. Первый номер журнала вышел в январе 1883 года. «Кешкюль» была близка к идеям «Экинчи».
После выхода 11 номеров журнал был превращен в газету. И журнал, и газета имели следующие разделы: внутренний раздел, историко-политический раздел, критика и пресс-релизы, педагогика, консультации врача, поэзия, календарь, различные материалы и объявления. Именно на страницах «Кешкюль» впервые было использовано выражение «азербайджанская нация». 
В истории развития типографий в Азербайджане определенную роль сыграла типография «Кешкюль». Журнал и газета «Кешкюль» начали издаваться с 1883 года и публикация продолжалась до 1891 года. За это время было выпущено 123 номера. Газета выходила нерегулярно. Возможно, именно это и стало одной из причин уменьшения подписчиков и упадка газеты.